# Жанаозен
Жанаозе́н (каз. Жаңаөзен / Jañaözen /ʐɑˌŋɑʷøˈzʲen/), до 1993 года Новый Узе́нь — город областного подчинения в Мангистауской области Казахстана.

## История
Образован в 1964 году, расположен на плато Мангышлак (Мангистау). С 1968 года город носил название Новый Узень. Переименован в Жанаозен 7 октября 1993 года.
В июне 1989 года в Новом Узене произошли крупные беспорядки на национальной почве.
По официальной версии 16 декабря 2011 года, после семи месяцев забастовки нефтяников, на главной площади Жанаозена произошли массовые протесты с участием внутренних войск с применением оружия, что по официальным данным привело к гибели 16 человек. По неофициальным данным погибло до 64 человек и 400 были ранены. Были введены войска, после чего был объявлен комендантский час, который продлился более месяца. После этих событий произошли массовые аресты.
В июле 2012 года прошли забастовки, готовился митинг, в город были введены внутренние войска.
В октябре 2012 года к акиму Мангистауской области Бауржану Мухамеджанову обратилась группа старожилов Жанаозена с предложением переименовать город и назвать его в честь святого Бекет-ата. В декабре 2012 года аким города Серикбай Турымов заявил, что город не будет переименован.
В январе 2022 года с Жанаозена начались протесты против резкого повышения цен на сжиженный газ.

## Демография
Численность населения на 1 апреля 2022 года составляла 82 431 человек, или 11,04 % всего населения области. В составе территории городского акимата проживало 160 626 человек, из них казахи (98,67 %), русские (0,67 %), каракалпаки (0,18 %), узбеки (0,15 %). В Жанаозенскую городскую администрацию помимо города, входят также село Тенге с численностью проживающих 15,8 тыс. человек и село Кызылсай 5,8 тыс. человек. В 2012 году в составе города образовано село Рахат.

## Экономика
Добыча нефти и газа. В городе работает несколько крупных компаний обслуживающих добычу нефти и газа: ТОО «Казахский газоперерабатывающий завод», Озенмунайгаз -  освоение нефтегазовых месторождений Узень и Карамандыбас, ТОО «Бургылау» - одна из крупнейших компаний Казахстана в области буровых работ.
В городе ранее находилось исправительно-трудовое учреждение, которое содержалось под стражей третьей стрелковой роты воинской части 6656, где отбывали наказание преступники из различных регионов Казахстана. Кроме этого в городе находится отдельная радиолокационная рота противовоздушной бригады ВС РК — в/ч 51809-Г и в/ч 5548 открытый 2012 году обеспечивающую контроль за общественным порядком Национальной гвардии РК. Расположена на месте старого аэропорта.
В городе работает 10 банков, имеющие 20 отделений и более 60 банкоматов.
Из города берёт начало железнодорожная линия Север — Юг.

## Органы власти
Аким Жанаозена назначается акимом Мангистауской области согласно закону Республики Казахстан от 23 января 2001 года «О местном государственном управлении и самоуправлении в Республике Казахстан».

## Галерея

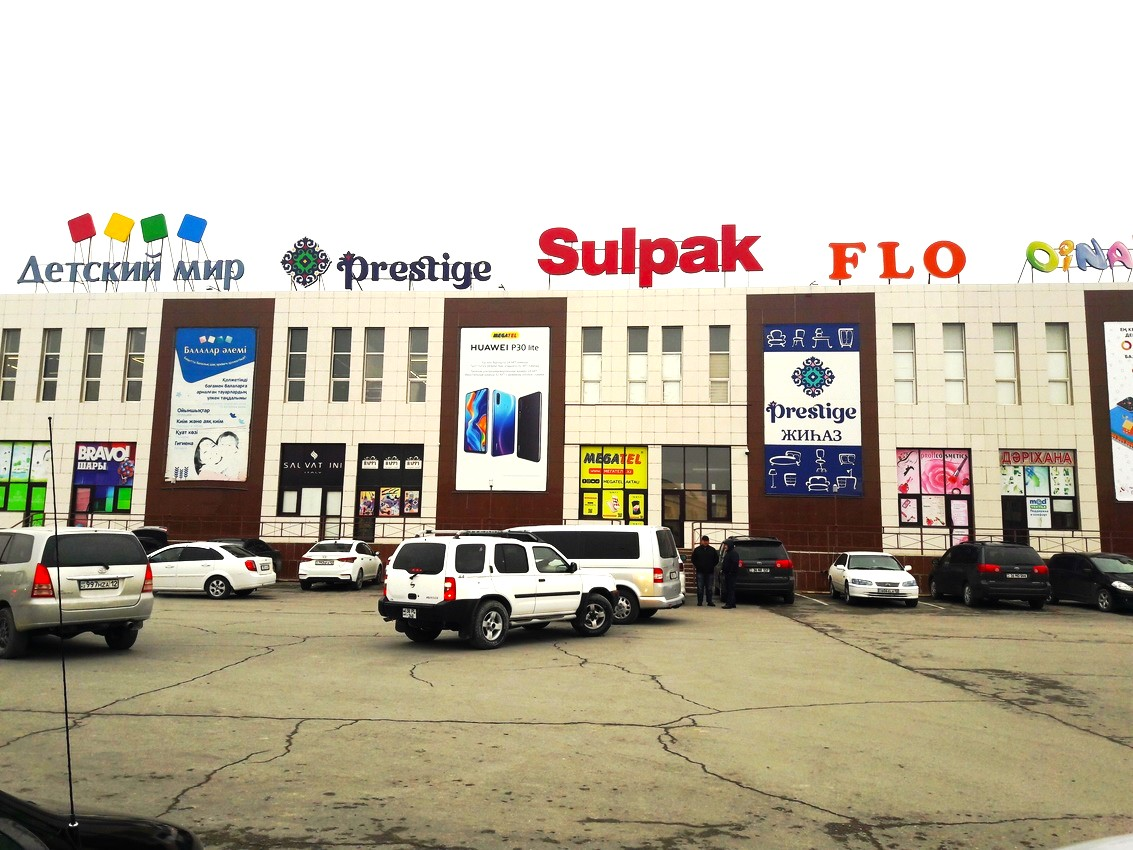
Торговые точки
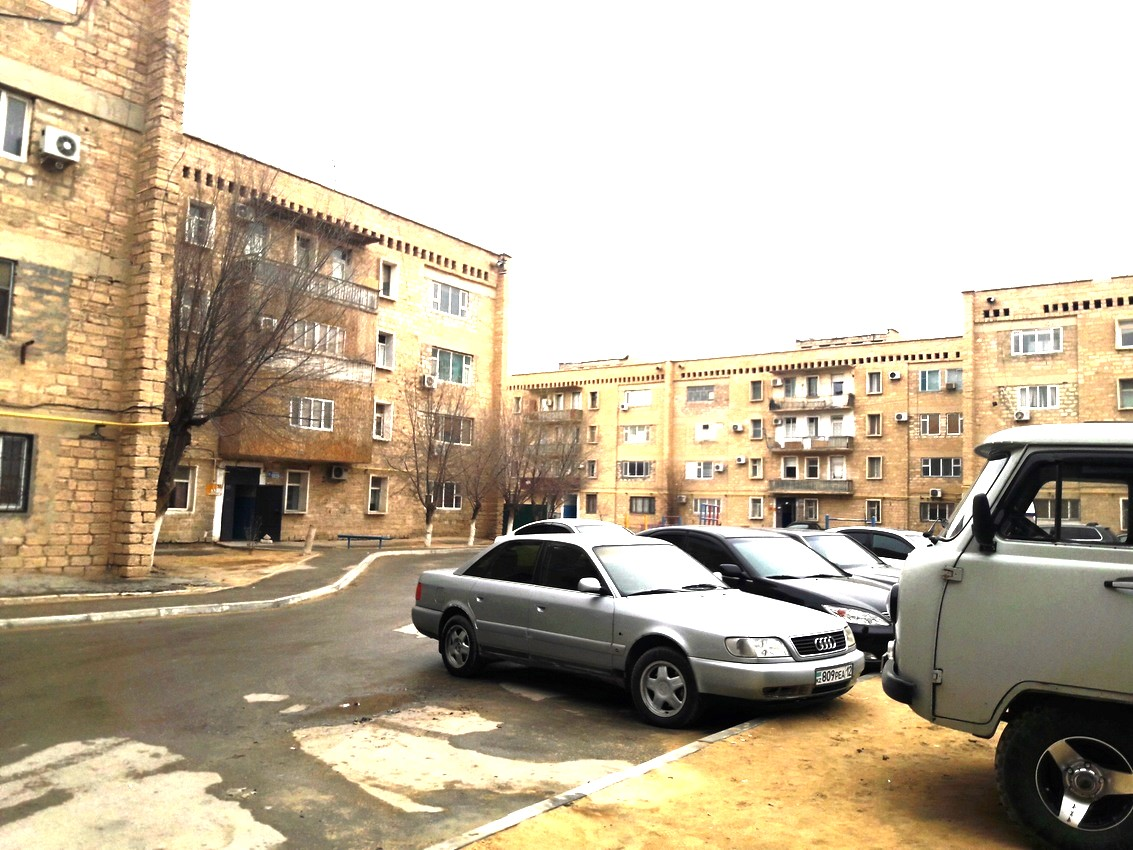
Микрорайон
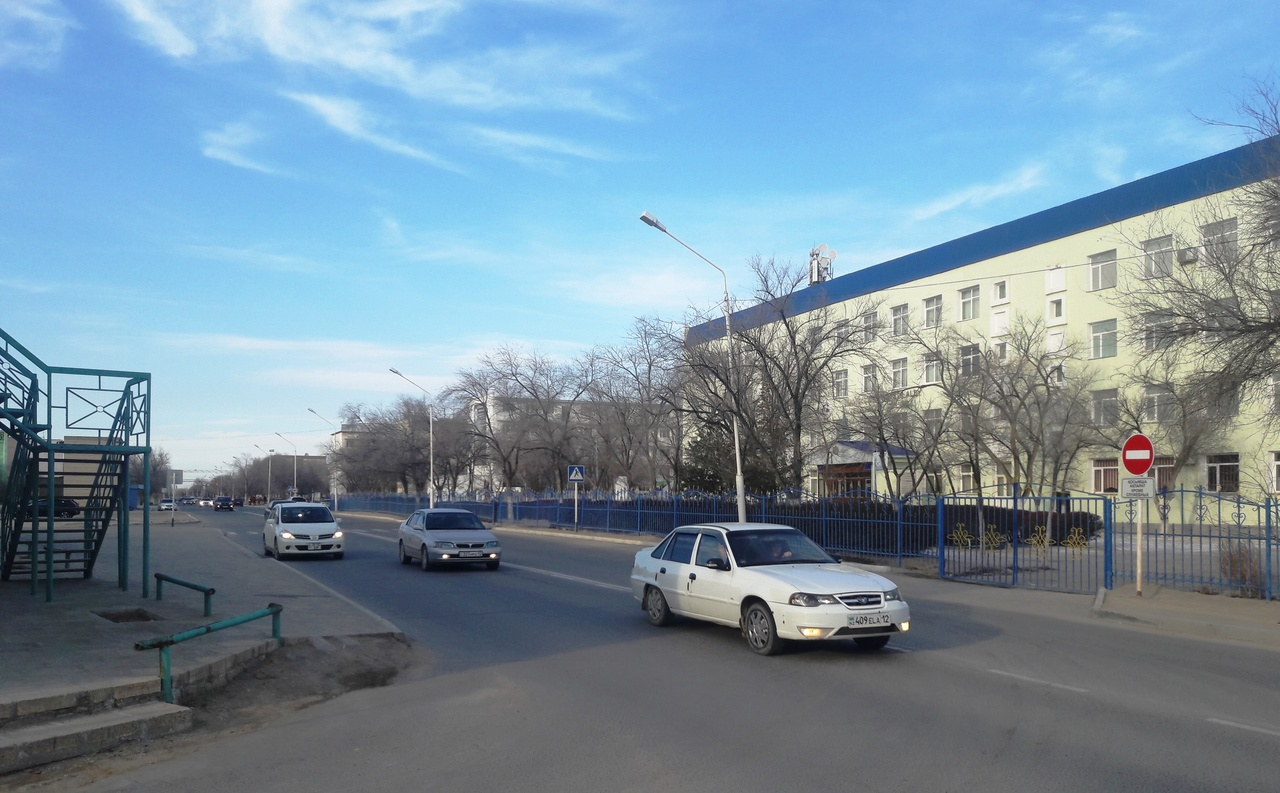
Жанаозен
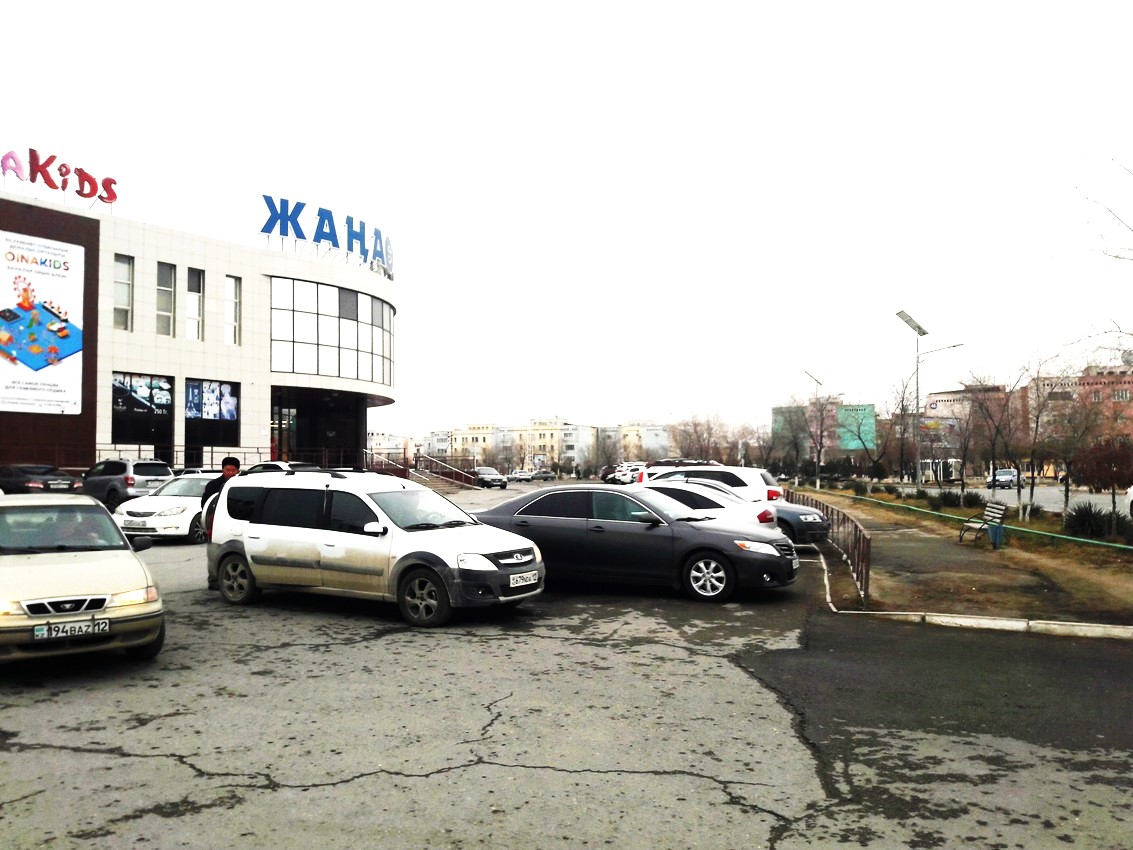
Жанаозен
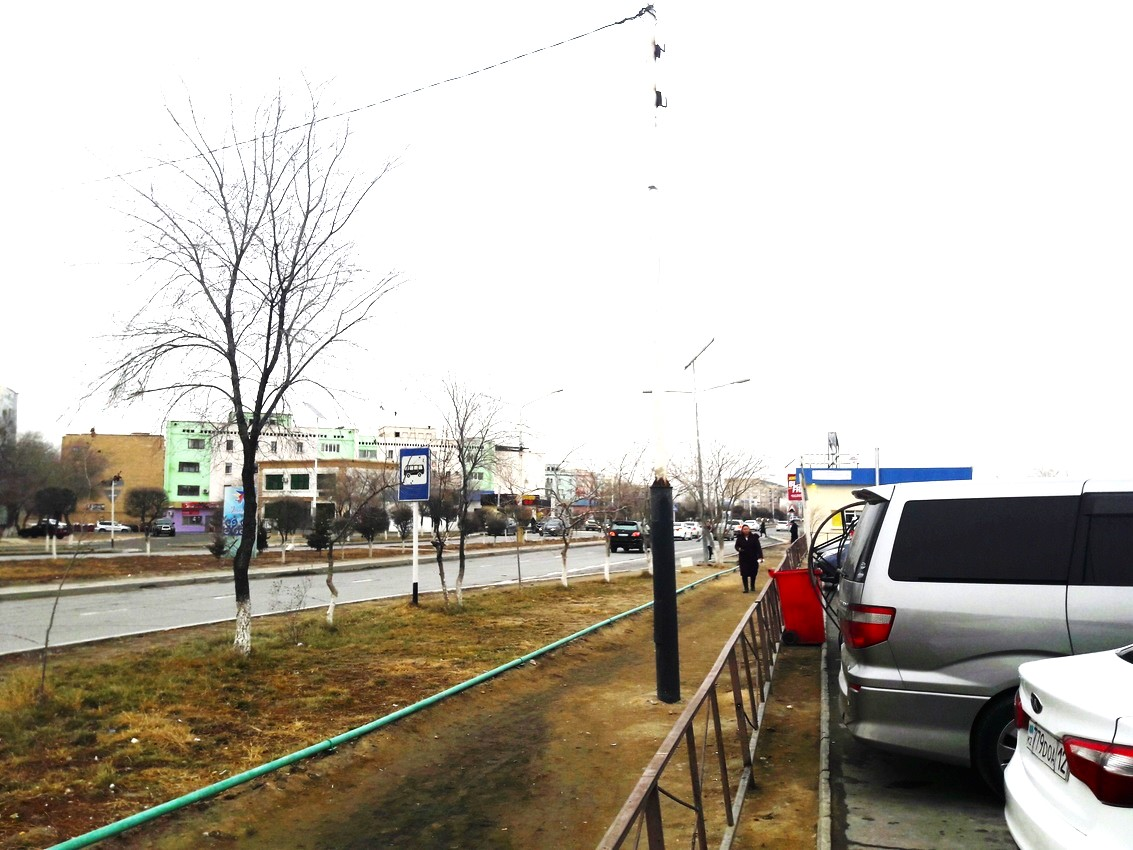
Жанаозен